# Agustín Obregón
Pour les articles homonymes, voir Obregón.
Agustín Obregón, né le 11 février 2006 à San Isidro, est un footballeur argentin qui joue au poste de milieu de terrain au River Plate.

## Biographie
Agustín Obregón est né à San Isidro, dans la province de Buenos Aires en Argentine, comme son demi-frère coté maternel, Braian Romero, également footballeur, star de River Plate et meilleur buteur de la Copa Sudamericana 2020,.

### Carrière en club
Obregón commence à jouer au Belgrano de Virreyes puis au Soporte Juniors, avant de rejoindre en 2013 le River Plate, où il s'illustre d'abord avec l'équipe reserve. Il y signe son premier contrat professionnel en novembre 2023,.

### Carrière en sélection
Agustín Obregón est international junior avec l'Argentine à partir de l'équipe des moins de 17 ans.
Début 2025, il est convoqué avec l'équipe d'Argentine des moins de 20 ans pour participer au Championnat d'Amérique du Sud des moins de 20 ans qui a lieu en janvier et février 2025,. L'Argentine termine à la deuxième place de la compétition, derrière un Brésil qu'elle avait pourtant humilié 6-0 en ouverture,,  les argentins restant en tête du championnat jusqu'à la dernière journée, où il s'inclinent 3-2 contre le Paraguay de Luca Kmet et Diego León, leur première défaite de la compétition,,.

## Palmarès
Argentine -20 ans
- Championnat d'Amérique du Sud
  - Vice-champion en 2025